# Контрогуера
Контрогуѐра (на италиански: Controguerra, на местен диалект Cundrauè, Кундрауе) е село и община в Южна Италия, провинция Терамо, регион Абруцо. Разположено е на 267 m надморска височина. Населението на общината е 2491 души (към 2010 г.).